# Es-dur

Znaki chromatyczne w tonacji Es-dur

Diagram akordu Es-dur dla gitary

Es-dur – gama durowa, której toniką jest es. Składa się z dźwięków: es, f, g, as, b, c, d.
| Gama Es-dur zapisana za pomocą przygodnych znaków chromatycznych | Audio playback is not supported in your browser. You can download the audio file.                                                                                      |
| Gama Es-dur zapisana za pomocą znaków przykluczowych             | \relative f'{ \key es \major \override Staff.TimeSignature #'stencil = ##f \cadenzaOn es1 f g as bes c d es \cadenzaOff } \addlyrics { \small { es f g as b c d es } } |

Pokrewną jej molową tonacją paralelną jest c-moll, jednoimienną molową – es-moll.
Es-dur to także akord, zbudowany z pierwszego (es), trzeciego (g) i piątego (b) stopnia gamy Es-dur.
| Akord Es-dur | Audio playback is not supported in your browser. You can download the audio file. |

Znane dzieła w tonacji Es-dur:
- Ludwig van Beethoven – III Symfonia Eroica, V Koncert fortepianowy
- Wolfgang Amadeus Mozart – XXXIX symfonia (KV 543), XXII koncert fortepianowy (KV 482)
- Gustav Mahler – VIII Symfonia
- Ferenc Liszt – I Koncert fortepianowy
- Fryderyk Chopin – Walc op. 18 Grande Valse Brillante
- Johann Sebastian Bach – Preludium i fuga Es-dur